# Heterochorema paradoxicum
Heterochorema paradoxicum là một loài Trichoptera thuộc họ Hydrobiosidae. Chúng phân bố ở vùng Tân nhiệt đới.
- Tư liệu liên quan tới Heterochorema paradoxicum tại Wikimedia Commons